# 성유 축성 미사

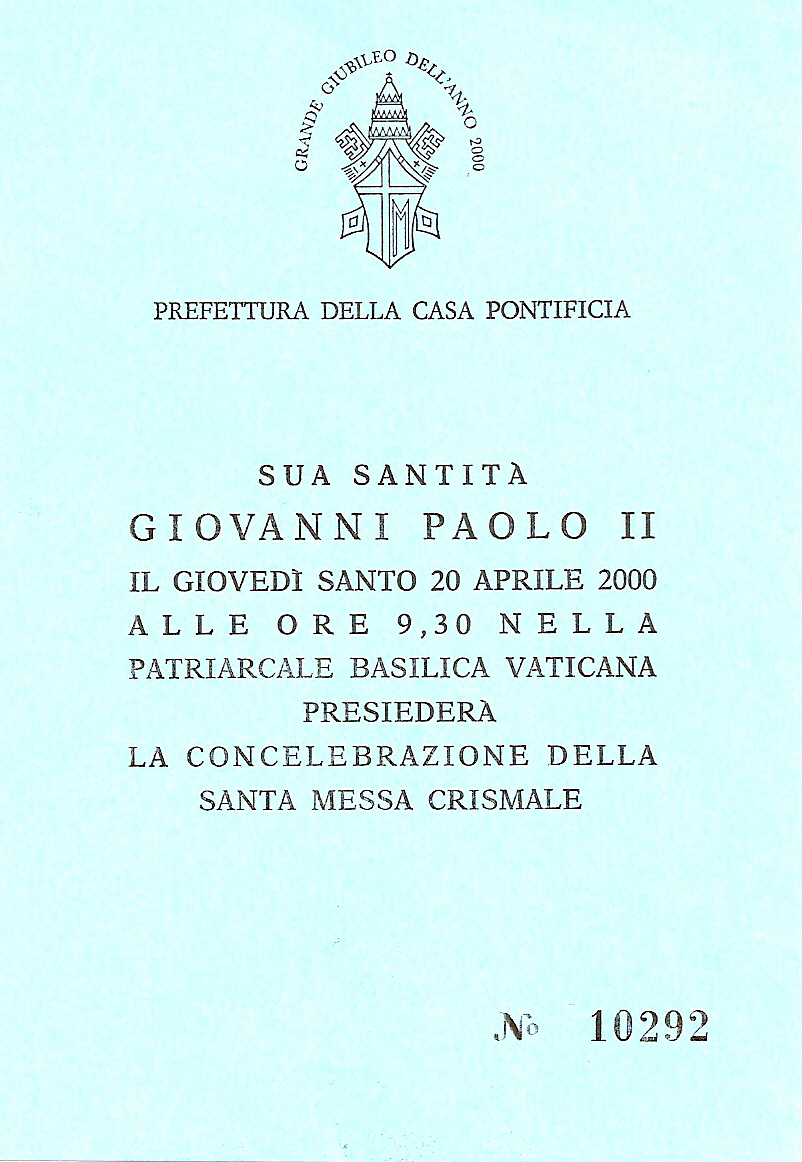
교황 요한 바오로 2세가 집전하는 성유 축성 미사 초대장.

성유 축성 미사(Missa Chrismatis)는 로마 가톨릭교회에서 성주간 목요일 오전에 거행하는 기독교의 미사 형태이다. 이 미사에서 주교는 성유 축성 예식서에 따라 병자 성유와 예비 신자 성유를 축복하고, 축성 성유를 축성한다. 이날 여러 사정으로 성직자와 백성이 함께 모이기 어려우면 파스카에 가까운 다른 날로 앞당겨 성유 축성 미사를 거행할 수 있다.
주교가 자기 교구 사제단과 공동으로 집전함으로써 주교와 사제들의 일치를 드러낸다. 그러므로 모든 사제는 공동 집전을 하지 않더라도 되도록 이 미사에 참여하여 양형 영성체를 하도록 한다. 또한 교구 사제단의 일치를 드러내고자 주교와 공동 집전하는 사제들은 교구의 여러 지역을 대표하는 사제이어야 한다.
주교는 강론 때에 자기 사제들에게 사제 직무에 충실하도록 촉구하고, 또한 사제품을 받을 때 했던 서약을 공적으로 새롭게 하도록 한다.
라틴 전례의 관습대로 병자 성유는 감사 기도를 마치기 바로 전에 축복하고, 예비 신자 성유의 축복과 축성 성유의 축성은 영성체 후 기도 다음에 한다. 그러나 사목의 이유가 있다면 모든 성유 축성 예식을 말씀 전례 다음에 곧바로 할 수도 있다. 물론 예식서에 제시된 순서는 지켜야 한다.

## 성유 축성 미사 순서
- 입당송
- 본기도
- 제1독서: 이사 61,1-3ㄹ.6ㄱㄴ.8ㄷ-9
- 화답송: 시편 89(88)편
- 제2독서: 묵시록 1,5-8
- 복음 환호송
- 복음: 루카 4,16-21
- 사제들의 서약 갱신

<신경과 보편 지향 기도는 생략한다.>
- 기름과 빵과 포도주의 봉헌

<곧 이어서 성유 축성을 하거나 영성체 후 기도 다음에 한다.>
- 예물 기도
- 감사송
- 감사 기도

<성유 축성을 앞에서 하지 않았으면, 감사 기도의 정해진 자리에서 병자 성유를 축복한다.>
- 영성체 후 기도

<성유 축성을 앞에서 하지 않았으면, 영성체 후 기도 다음에 예비 신자 성유와 축성 성유를 축성한다.>

## 같이 보기
- 성주간
- 성주간 목요일
- 성목요일
- 주님 만찬 미사